# Игре у Олимпији
Игре у Олимпији је стручна монографија аутора Александра Ћирића, објављена 1996. године у издању Времена књиге из Београда. Репринт књиге урађен је 2016. године у издању недељника Време.

## О аутору
Александар Ћирић (1950-2014). Био је новинар Недељника од његовог оснивања 1990. године. Пре тога новинар НИН-а. Аутор је сценарија за играни филм Случај Хармс, приредио избор текстова Време уживања, био уредник и аутор многих посебних издања Времена.

## О књизи
Књига Игре у Олимпије, како њен аутор у предговору каже, бави се пореклом, историјом, развојем, правилима и значајем које су имале Олимпијске игре у Грчкој настојећи да прикажу део друштвеног контекста у појединим периодима њихове историје. Аутор нас упознаје са олимпијским борилиштима, дисциплинама и шампионима олимпијских игара.
Књига је настала како сам аутор каже случајно, бележењем и без неке одређене намере бележењем података о пореклу обичаја да такмичари и њихови тренери на стадион излазе голи. Интересовање је потрајало и претворило се у неку врсту сталног изненађења. Не само због количине атлетских информација расутих у мноштву дела класичне литературе, већ и начином њихове употребе која потврђује упућеност тадашњег читаоца у атлетику, борење и хиподромска такмичења до мере подразумевања и схватања алузија ни метафора које данашњи читаоци нису у стању ни да примете без објашњења. Битан мотив за настанак ове књиге је и чињеница непостојања литературе о историји спортова уопште на нашим просторима.